# Kyle Sloter
Kyle Joseph Sloter (Atlanta, 7 febbraio 1994) è un giocatore di football americano statunitense che milita nel ruolo di quarterback per gli Arlington Renegades della X Football League (XFL). Fu ingaggiato per la prima volta in NFL dai Denver Broncos, nel 2017, dopo non essere stato scelto da nessuna squadra nel corso del draft. Al college giocò a football dapprima con i Southern Miss Golden Eagles e poi con i Northern Colorado Bears.

## Carriera professionistica

### Denver Broncos
Kyle Sloter firmò con i Denver Broncos il 13 maggio 2017, dopo non essere stato scelto da nessuna squadra nel corso del draft. Nelle gare prestagionali Kyle mise a segno 31 passaggi (su un totale di 43 tentati), per un totale di 413 iarde, tre touchdown e un passer rating di 125.4 (il più alto mai registrato per un quarterback esordiente). Il 2 settembre 2017 Kyle venne svincolato dai Broncos.

### Minnesota Vikings
Il 4 settembre 2017 Sloter firmò con i Minnesota Vikings per un posto nella squadra d'allenamento; il 16 settembre 2017 Sloter venne promosso alla lista degli atleti disponibili per la squadra titolare.

### Arizona Cardinals
Nel 2019 Sloter firmò per fare parte della squadra di allenamento degli Arizona Cardinals.